# Estación de Delicias (Cercanías Madrid)

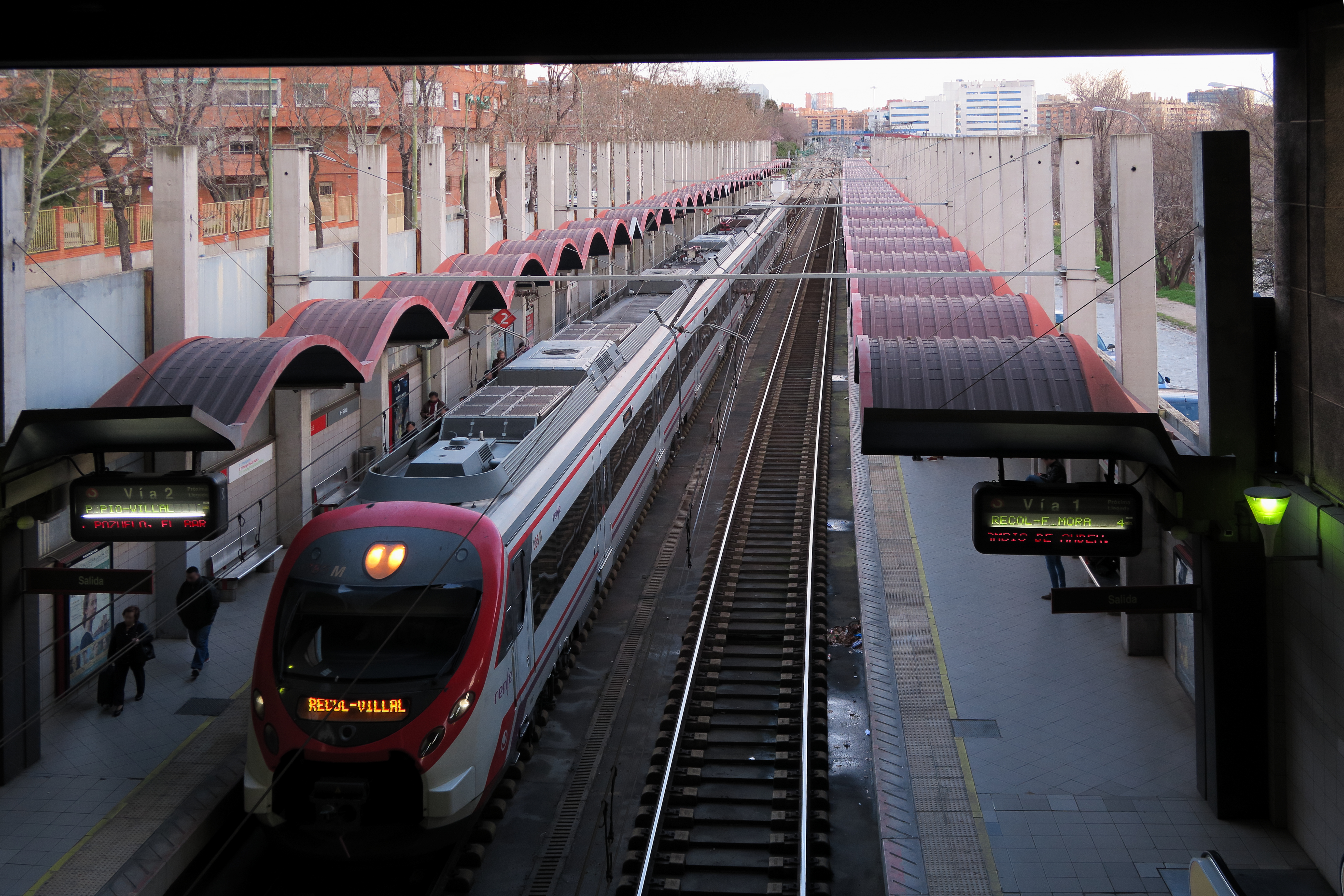
Estación de Delicias (Cercanías Madrid), andenes

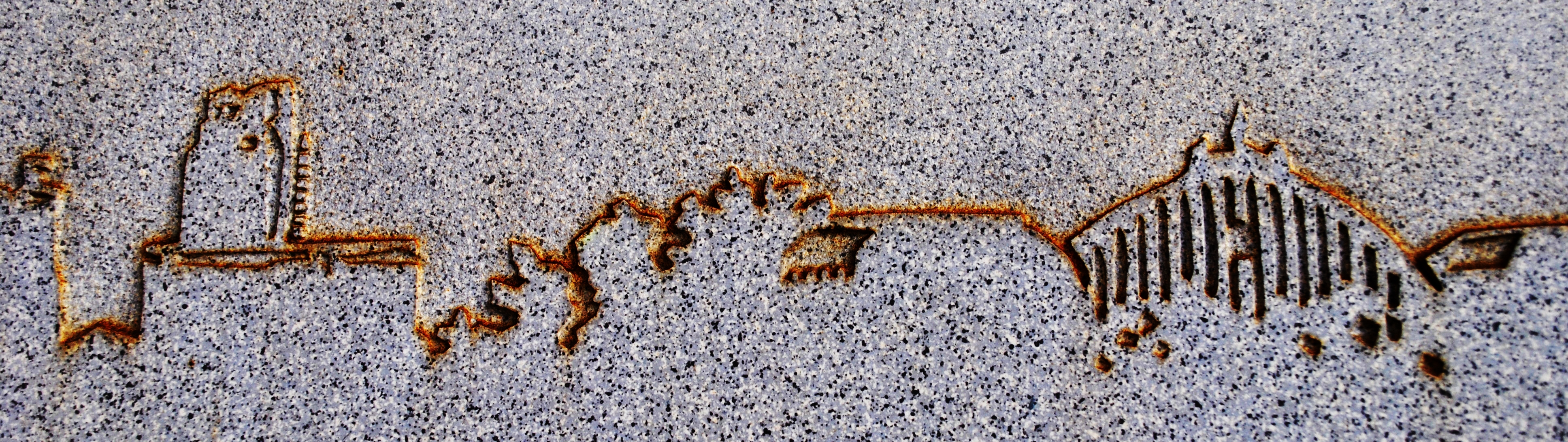
Azulejos en los andenes de Delicias

Delicias es una estación de la línea C-10 de Cercanías Madrid ubicada en el céntrico barrio del mismo nombre de Madrid. Está cerca de la antigua estación de Delicias, actualmente sede del Museo del Ferrocarril, y de la estación homónima de Metro de Madrid, aunque no existe correspondencia subterránea directa.
La estación se ubica entre las calles de Ramírez de Prado y Bustamante, y desde el vestíbulo se sale al paseo de las Delicias en la intersección con la calle del Ferrocarril. Es el punto de transición entre la parte subterránea (hacia la estación de Príncipe Pío) y la parte en superficie de la línea de Cercanías que enlaza las estaciones de Príncipe Pío y Atocha siguiendo el trazado del antiguo ferrocarril de contorno.
A pesar de tener una estación de metro con el mismo nombre, es una de las pocas estaciones de Cercanías Madrid ubicadas en la capital sin correspondencia directa con el Metro, si bien los accesos norte de la estación de metro se encuentran a 120 metros del acceso a la estación de ferrocarril.
Su tarifa corresponde a la zona A según el Consorcio Regional de Transportes, si bien pertenece a la zona 0 según la zonificación de Cercanías Madrid.

## Situación ferroviaria
La estación forma parte de los trazados de las siguientes líneas férreas:
- Línea férrea de ancho ibérico Atocha-Pinar de las Rozas, punto kilométrico 4,1.[1]
- Línea férrea de ancho ibérico Delicias-Santa Catalina, punto kilométrico 4,1.[1]

## Historia
La estación se abrió al público en 1996 tras la ejecución de la operación urbanística Pasillo Verde Ferroviario, que transformó la antigua vía de contorno, dedicada al tráfico de mercancías, en una línea de transporte de viajeros. En las cercanías se encuentra la histórica estación de Delicias, que en la actualidad acoge la sede del Museo del Ferrocarril.
Desde el 31 de diciembre de 2004, Renfe Operadora explota la línea mientras que Adif es la titular de las instalaciones ferroviarias.

## Accesos
Paseo de las Delicias Paseo de las Delicias, esquina C/ Ramírez de Prado

## Líneas y conexiones
| procedencia/destino | < estación | Línea | estación >    | destino/procedencia |
| ------------------- | ---------- | ----- | ------------- | ------------------- |
| Villalba            | Pirámides  |       | Méndez Álvaro | Chamartín           |

### Metro
| << cabecera | < estación           | línea | estación > | cabecera >> |
| ----------- | -------------------- | ----- | ---------- | ----------- |
| Moncloa     | Palos de la Frontera |       | Legazpi    | El Casar    |

### Autobuses urbanos
| Diurnos   |                    |                                                 |
| Línea     | Destino            | Parada                                          |
| 19        | Plaza de Cataluña  | 1183 ESTACIÓN DE DELICIAS (Pº Delicias)         |
| 45        | Reina Victoria     | 1183 ESTACIÓN DE DELICIAS (Pº Delicias)         |
| 47        | Atocha             | 1183 ESTACIÓN DE DELICIAS (Pº Delicias)         |
| 59        | Estación de Atocha | 1183 ESTACIÓN DE DELICIAS (Pº Delicias)         |
| 85        | Estación de Atocha | 1183 ESTACIÓN DE DELICIAS (Pº Delicias)         |
| 86        | Estación de Atocha | 1183 ESTACIÓN DE DELICIAS (Pº Delicias)         |
| 247       | Atocha             | 1183 ESTACIÓN DE DELICIAS (Pº Delicias)         |
| 6         | Jacinto Benavente  | 1930 FERROCARRIL                                |
| 55        | Atocha             | 1930 FERROCARRIL                                |
| 8         | Valdebernardo      | 1964 ESTACIÓN DE DELICIAS (C/ Ramírez de Prado) |
| Nocturnos |                    |                                                 |
| Línea     | Destino            | Parada                                          |
| N14       | Cibeles            | 1930 FERROCARRIL                                |